# 楯狀小鱸
楯狀小鱸為輻鰭魚綱鱸形目鱸亞目河鱸科的其中一種，分布於美國紐約州至北卡羅來納州的淡水流域，體長可達9公分，棲息在沙石底質的溪流。